# Classe Sims
Classe Sims foi uma classe de navio de guerra do tipo contratorpedeiro que serviram a Marinha dos Estados Unidos durante a Segunda Guerra Mundial.
Esta classe de navios tinha como principal característica um convés adaptado para receber tubos para lançamentos de torpedos além de acomodar canhões pesados para o combate de superfície. Esta configuração deixou o navio com sobre peso comprometendo também a estabilidade e manobras.

## Navios da Classe
Fonte: midway1942.org
| Navio               | Comissionado           | Descomissionado        | Situação |
| ------------------- | ---------------------- | ---------------------- | --- |
| Sims (DD-409)       | 1 de agosto de 1939    |                        | Afundado por aviões japoneses na Batalha do Mar de Coral em 7 de maio de 1942. (14 sobreviventes). |
| Hughes (DD-410)     | 21 de setembro de 1939 | 28 de agosto de 1946   | Danificado na Operação Crossroads que foi uma série de dois testes nucleares, um atmosférico e outro aquatico, realizados pelos Estados Unidos em julho de 1946. Afundado como alvo em 16 de outubro de 1948.                                                                         |
| Anderson (DD-411)   | 19 de maio de 1939     | 28 de agosto de 1946   | Afundado durante na Operação Crossroads durante o teste Able em 1 de julho de 1946. |
| Hammann (DD-412)    | 11 de agosto de 1939   |                        | Afundado pelo submarino japonês I-168 durante a Batalha de Midway. (80 mortes). |
| Mustin (DD-413)     | 15 de setembro de 1939 | 29 de agosto de 1946   | Danificado na Operação Crossroads no Atol de Bikini em julho de 1946. Afundado como alvo em Kwajalein em 18 de abril de 1948. |
| Russell (DD-414)    | 3 de novembro de 1939  | 15 de novembro de 1945 | Vendido para desmonte em setembro de 1947. |
| O'Brien (DD-415)    | 2 de março de 1940     |                        | Torpedeado pelo submarino japonês I-19, no mesmo ataque que afundou o porta-aviões USS Wasp (CV-7) e danificou o USS North Carolina (BB-55), em 15 de setembro de 1942. Afundou em 19 de outubro de 1942 ao largo de Suva quando se dirigia para a base de Pearl Harbor para reparos. |
| Walke (DD-416)      | 27 de abril de 1940    |                        | Afundado na Batalha de Guadalcanal em 15 de novembro de 1942. (88 mortes). |
| Morris (DD-417)     | 5 de março de 1940     | 9 de novembro de 1945  | Vendido para desmonte em 2 de agosto de 1947. |
| Roe (DD-418)        | 5 de janeiro de 1940   | 30 de outubro de 1945  | Vendido para desmonte em agosto de 1947. |
| Wainwright (DD-419) | 15 de abril de 1940    | 29 de agosto de 1946   | Danificado na Operação Crossroads no Atol de Bikini em julho de 1946. Afundado como alvo no Pacífico em 5 de julho de 1948. |
| Buck (DD-420)       | 15 de maio 1940        |                        | Afundado pelo submarino alemão da Kriegsmarine U-616 em Salerno, Italia em 9 de outubro de 1943. (150 mortes) |